# Clemente Domingo Hernández
Pour les articles homonymes, voir Hernández.
Clemente Domingo Hernández, né le 23 novembre 1961, est un entraîneur de football cubain.

## Biographie
Ancien joueur de D1 cubaine dans les années 70, il est diplômé en 1984 en éducation physique avec une spécialisation dans le football. En 1997, il commence à travailler avec les équipes nationales de Cuba U-17 et U-20.
Arrivé en République dominicaine en 2010, dans le cadre d'un accord de coopération entre les ministères des Sports de Cuba et de la République dominicaine, il y devient sélectionneur national et restera en fonctions jusqu'en 2015. Il dirige notamment les Dominicains à l'occasion des qualifications pour la Coupe du monde 2014 et lors de la phase finale de la Coupe caribéenne des nations 2012.
En 2015 il prend les rênes de l'équipe des Delfines del Este du championnat dominicain de football.